# Johnny "Red" Floyd Stadium
O Johnny "Red" Floyd Stadium é um estádio localizado em Murfreesboro, Tennessee, Estados Unidos, possui capacidade total para 30.788 pessoas, é a casa do time de futebol americano universitário Middle Tennessee Blue Raiders football da Universidade Estadual do Meio do Tennessee. O estádio foi inaugurado em 1933 e o nome é em homenagem ao ex-técnico Johnny Floyd. .